# یخچال طبیعی آدیشی
یخچال طبیعی آدیشی (به لاتین: Adishi Glacier) یک یخچال طبیعی در گرجستان است که در Svaneti, Georgia (country) واقع شده است.